# Andrzej Ryniak
Andrzej Ryniak (ur. 16 lutego 1967 w Sanoku) – polski hokeista, wychowanek i zawodnik hokejowej sekcji klubu Stali Sanok oraz STS Sanok. 

## Życiorys i kariera
- Stal Sanok / STS Sanok (lata 80.–lata 90.)

Karierę hokejową rozwijał od 1978 będąc uczniem Szkoły Podstawowej nr 4 w Sanoku w grupie szkolonej przez trenera Tadeusza Glimasa. Kształcił się w Zespole Szkół Mechanicznych w Sanoku, gdzie w 1985 uzyskał zawód ślusarza spawacza, a w 1986 technika mechanika o specjalności obróbka skrawaniem. W połowie lat 80. w wieku osiemnastu lat rozpoczął występy w seniorskiej drużynie Stali Sanok w II lidze. Następnie grał w kontynuatorze Stali, Sanockim Towarzystwie Sportowym, z którym wywalczył awans do I ligi. Pod koniec kariery równolegle z karierą hokejową założył własny zakład stolarski.
W trakcie kariery określany pseudonimem Kaczka.

## Osiągnięcia
Klubowe
- Awans do I ligi: 1992 z STS Sanok